# Rajdowe Mistrzostwa Świata 1978

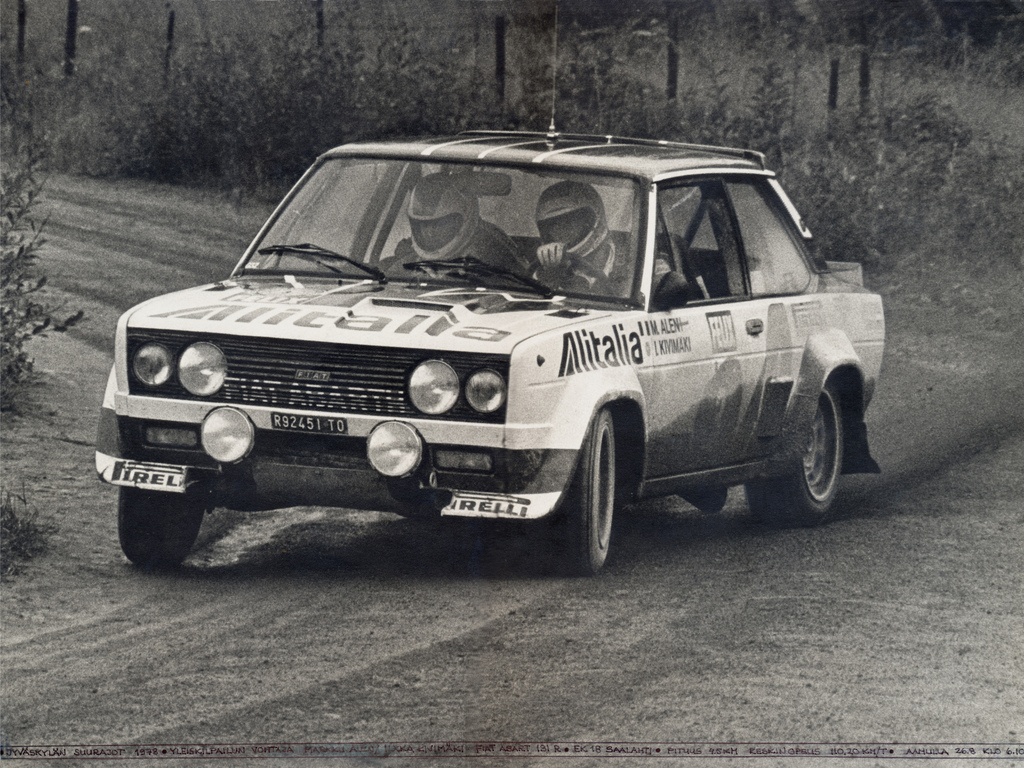
Fiński kierowca Markku Alén jadący Fiatem 131 Abarth podczas wygranego Rajdu Finlandii w roku 1978

Rajdowe Mistrzostwa Świata w roku 1978 były 6 sezonem Rajdowych Mistrzostwach Świata FIA. Sezon składał się z 19 rajdów. We wszystkich rajdach byli punktowani kierowcy, ale tylko w 11 z 19 były punktowane zespoły. Najlepszym kierowcom rajdowym w roku 1978 (FIA Cup for Rally Drivers) został fiński kierowca Markku Alén startujący samochodami Fiat 131 Abarth i Lancia Stratos HF, drugi był Francuz Jean-Pierre Nicolas, a trzeci Fin Hannu Mikkola. Tytuł konstruktorów wygrał Fiat przed Fordem i Oplem.

## Kalendarz[1]
| Runda | Runda | Data               | Nazwa rajdu                       | Zwycięzca           | Wyniki |
| Kier. | Zesp. | Data               | Nazwa rajdu                       | Zwycięzca           | Wyniki |
| ----- | ----- | ------------------ | --------------------------------- | ------------------- | ------ |
| 1     | 1     | 21–28 stycznia     | 46. Rajd Monte Carlo              | Jean-Pierre Nicolas | Wyniki |
| 2     |       | 3-5 lutego         | 13. Rajd Arktyczny                | Ari Vatanen         | Wyniki |
| 3     | 2     | 10–12 lutego       | 28. Rajd Szwecji                  | Björn Waldegård     | Wyniki |
| 4     | 3     | 23–27 marca        | 26. Rajd Safari                   | Jean-Pierre Nicolas | Wyniki |
| 5     | 4     | 19–23 kwietnia     | 11. Rajd Portugalii               | Markku Alén         | Wyniki |
| 6     | 5     | 29 maja-2 czerwca  | 25. Rajd Grecji                   | Walter Röhrl        | Wyniki |
| 7     |       | 3-7 czerwca        | 19. Scottish Rally                | Hannu Mikkola       | Wyniki |
| 8     |       | 6–9 lipca          | 38. Rajd Polski                   | Antonio Zanini      | Wyniki |
| 9     | 6     | 25–27 sierpnia     | 28. Rajd Finlandii                | Markku Alén         | Wyniki |
| 10    |       | 2–5 września       | 9. Rajd Nowej Zelandii            | Russell Brookes     | Wyniki |
| 11    | 7     | 13-16 września     | 6. Rajd Kanady                    | Walter Röhrl        | Wyniki |
| 12    |       | 16–21 września     | 37. Tour de France Automobile     | Michèle Mouton      | Wyniki |
| 13    | 8     | 3–7 października   | 20. Rajd San Remo                 | Markku Alén         | Wyniki |
| 14    |       | 13–18 października | 6. Rajd Giro d’Italia             | Markku Alén         | Wyniki |
| 15    |       | 14–18 października | 13. Southern Cross Rally          | George Fury         | Wyniki |
| 16    |       | 20–22 października | 26. Rally RACE de España          | Tony Carello        | Wyniki |
| 17    | 9     | 21–24 października | 10. Rajd Wybrzeża Kości Słoniowej | Jean-Pierre Nicolas | Wyniki |
| 18    | 10    | 4–5 listopada      | 22. Rajd Francji                  | Bernard Darniche    | Wyniki |
| 19    | 11    | 19–23 listopada    | 27. Rajd Wielkiej Brytanii        | Hannu Mikkola       | Wyniki |

## Wyniki

### Klasyfikacja zespołowa
W sezonie 1978 system punktacji producentów taki jak w roku 1977. Składał się on z dwóch grup punktacji, które do siebie dodawano.
Wpierw punkty dla producenta zdobywał najwyżej sklasyfikowany samochód danej marki według klucza: 
| Pozycja | 1º | 2º | 3º | 4º | 5º | 6º | 7º | 8º | 9º | 10º |
| ------- | -- | -- | -- | -- | -- | -- | -- | -- | -- | --- |
| Punkty  | 10 | 9  | 8  | 7  | 6  | 5  | 4  | 3  | 2  | 1   |

Dodatkowe punkty były przyznawane dla najwyżej sklasyfikowanego samochodu danej marki za zajęcie miejsca od pierwszego do ósmego w swojej grupie, pod warunkiem, że dany zespół znalazł się w pierwszej dziesiątce w klasyfikacji generalnej, według klucza: 
| Pozycja | 1º | 2º | 3º | 4º | 5º | 6º | 7º | 8º |
| ------- | -- | -- | -- | -- | -- | -- | -- | -- |
| Punkty  | 8  | 7  | 6  | 5  | 4  | 3  | 2  | 1  |

W tabeli poniżej punkty nie brane pod uwagę w końcowej klasyfikacji ujęto w nawiasach. W klasyfikacji końcowej liczyło się tylko osiem najlepszych wyników. Rajdy nie liczone ujęto w nawiasach. 
| Miejsce | Zespół          | MCO  | SWE | KEN | POR | GRE | FIN | CAN | ITA | CIV | FRA | GBR | Pkt |
| ------- | --------------- | ---- | --- | --- | --- | --- | --- | --- | --- | --- | --- | --- | --- |
| 1       | Fiat            | 14   | 14  | -   | 18  | 18  | 18  | 18  | 16  | -   | 18  | (9) | 134 |
| 2       | Ford            | -    | 18  | 7   | 16  | 9   | 6   | 13  | 13  | -   | -   | 18  | 100 |
| 3       | Opel            | (10) | 12  | -   | 13  | 12  | 11  | 16  | 10  | -   | 12  | 14  | 100 |
| 4       | Porsche         | 18   | -   | 16  | 7   | -   | 12  | -   | 14  | -   | 12  | -   | 79  |
| 5       | Datsun          | -    | -   | 16  | -   | 16  | -   | -   | -   | 10  | -   | 10  | 52  |
| 6       | Toyota          | -    | -   | -   | 15  | 8   | 13  | 14  | -   | -   | -   | -   | 50  |
| 7       | Lancia          | 8    | 12  | -   | -   | 11  | -   | -   | 18  | -   | -   | -   | 49  |
| 8       | Peugeot         | -    | -   | 18  | 9   | -   | -   | -   | -   | 18  | -   | -   | 45  |
| 9       | Renault         | 17   | -   | -   | -   | -   | -   | -   | -   | 16  | -   | -   | 33  |
| 10      | British Leyland | -    | -   | -   | -   | -   | -   | 12  | -   | -   | -   | 12  | 24  |
| 11      | Saab            | -    | 8   | -   | -   | -   | -   | 10  | -   | -   | -   | -   | 18  |
| 12      | Volkswagen      | -    | 9   | -   | -   | -   | -   | 8   | -   | -   | -   | -   | 17  |
| 13      | Mitsubishi      | -    | -   | 5   | -   | -   | -   | -   | -   | 11  | -   | -   | 16  |
| 14      | Vauxhall        | -    | -   | -   | -   | -   | 14  | -   | -   | -   | -   | -   | 14  |
| 14      | Alfa Romeo      | -    | -   | -   | -   | -   | -   | -   | 14  | -   | -   | -   | 14  |
| 16      | Mercedes        | -    | -   | 12  | -   | -   | -   | -   | -   | -   | -   | -   | 12  |
| 17      | Volvo           | -    | 10  | -   | -   | -   | -   | -   | -   | -   | -   | -   | 10  |
| 18      | Chrysler        | -    | -   | -   | -   | -   | -   | -   | -   | -   | -   | 8   | 8   |
| 19      | Škoda           | -    | -   | -   | -   | 6   | -   | -   | -   | -   | -   | -   | 6   |
| 20      | Renault Alpine  | -    | -   | -   | -   | -   | -   | -   | -   | -   | 5   | -   | 5   |
| 21      | Lada            | -    | -   | -   | -   | 4   | -   | -   | -   | -   | -   | -   | 4   |

### Klasyfikacja kierowców FIA Cup for Rally Drivers
W tej klasyfikacji mającej wyłonić najlepszego zawodnika mistrzostw, punktowano sześć pierwszych pozycji w rajdzie na zasadzie: 
| Pozycja | 1º | 2º | 3º | 4º | 5º | 6º |
| ------- | -- | -- | -- | -- | -- | -- |
| Punkty  | 9  | 6  | 4  | 3  | 2  | 1  |

Kierowcy o tytuł FIA Cup for Rally Drivers rywalizowali w dziewiętnastu rajdach: wszystkich jedenastu rajdach o mistrzostwo producentów (do ostatecznej klasyfikacji liczyły się tylko pięć najlepszych wyników), pięciu rajdach o najwyższym współczynniku, zaliczanych do Mistrzostw Europy w roku 1977 (liczone dwa najlepsze rajdy) oraz trzech rajdach wybranych przez FIA (tu liczył się tylko jeden najlepszy start).
| Miejsce | Kierowca            | MCO | FIN | SWE | KEN | POR | GRE | GBR | POL | FIN | NZL | CAN | FRA | ITA | ITA | AUS | ESP | CIV | FRA | GBR | Pkt. |
| ------- | ------------------- | --- | --- | --- | --- | --- | --- | --- | --- | --- | --- | --- | --- | --- | --- | --- | --- | --- | --- | --- | ---- |
| 1       | Markku Alén         | -   | 4   | (4) | -   | 9   | 6   | -   | -   | 9   | -   | 6   | -   | 9   | 9   | -   | -   | -   | -   | -   | 52   |
| 2       | Jean-Pierre Nicolas | 9   | -   | -   | 9   | 4   | -   | -   | -   | -   | -   | -   | -   | -   | -   | -   | -   | 9   | -   | -   | 31   |
| 3       | Hannu Mikkola       | -   | -   | 6   | -   | 6   | -   | 9   | -   | -   | -   | -   | -   | -   | -   | -   | -   | -   | -   | 9   | 30   |
| 4       | Michèle Mouton      | -   | -   | -   | -   | -   | -   | -   | -   | -   | -   | -   | 9   | -   | 3   | -   | -   | -   | 2   | -   | 14   |
| 5       | Russell Brookes     | -   | -   | -   | -   | -   | -   | -   | -   | -   | 9   | -   | -   | -   | -   | -   | -   | -   | -   | 4   | 13   |
| 6       | Walter Röhrl        | 3   | -   | -   | -   | -   | (9) | -   | -   | -   | -   | 9   | -   | -   | -   | -   | -   | -   | -   | 1   | 13   |
| 7       | Bernard Darniche    | 2   | -   | -   | -   | -   | -   | -   | -   | -   | -   | -   | -   | -   | -   | -   | -   | -   | 9   | -   | 11   |
| 7       | Ari Vatanen         | -   | 9   | 2   | -   | -   | -   | -   | -   | -   | -   | -   | -   | -   | -   | -   | -   | -   | -   | -   | 11   |
| 9       | Jean Ragnotti       | 6   | -   | -   | -   | -   | -   | -   | -   | -   | -   | -   | -   | -   | -   | -   | -   | 4   | -   | -   | 10   |
| 9       | Pentti Airikkala    | -   | -   | -   | -   | -   | -   | 6   | -   | 4   | -   | -   | -   | -   | -   | -   | -   | -   | -   | -   | 10   |

     Rajdy Mistrzostw Europy
     Rajdy wybrane przez FIA